# Patmos
Patmos (řecky Πάτμος) je řecký ostrov v souostroví Dodekany, který leží na východě Egejského moře nedaleko pobřeží Malé Asie. Spolu s blízkými ostrovy Agreloussa, Arki, Marathos a dalšími osmnácti neobydlenými ostrůvky tvoří stejnojmennou obec. Ostrov Patmos má rozlohu 34,14 km² a obec 45,039 km². Nachází se mezi ostrovy Leros a Ikaria asi 70 km od Milétu. Obec je součástí regionální jednotky Kalymnos v kraji Jižní Egeis. Na ostrově se nacházejí významné starobylé památky, nádherná příroda a slunečné pláže. Ostrov je díky své historii nazýván Egejský Jeruzalém. Je také významným poutním místem a řecká ortodoxní církev jej prohlásila svatým. Od roku 1999 je zapsán na seznamu světového dědictví UNESCO.

## Obyvatelstvo
V roce 2011 žilo v obci 3047 obyvatel, z čehož připadalo 2998 na hlavní ostrov Patmos, 44 na Arki a 5 na Marathos. Hlavním městem ostrova je město Patmos, zatímco největším je přístavní město Skala. Celý ostrov tvoří jednu obec, která se nečlení na obecní jednotky a komunity a skládá se přímo z jednotlivých sídel, tj. měst a vesnic. V závorkách je uveden počet obyvatel jednotlivých sídel.
- obec, obecní jednotka a komunita Patmos (3047)
  - sídla na hlavním ostrově — Grigos (77), Kampos (633), Patmos (541), Skala (1747).
  - okolní ostrovy — Avaptistos (0), Agia Thekla (0), Agios Georgios (0), Aureloussa (0), Anidro (0), Arki (44), Chiliomodi (0), Kalovolos (0), Komaros (0), Makronisi (0), Marathos (5), Nera (0), Petrokaravo (0), Psathonisi (0), Sklaves (0), Smineronisi (0), Spathathonisi (0), Stroggylo (0), Tragonisi (0), Tsouka (0), Tsoukaki (0).

## Geografie
Vlastní ostrov je protáhlý ze severu na jih. Má velmi nepravidelné pobřeží s mnoha chráněnými zátokami. Ostrov je hornatý. Jeho nejvyšší bod má nadmořskou výšku 269 m.

## Jeskyně a kláštery

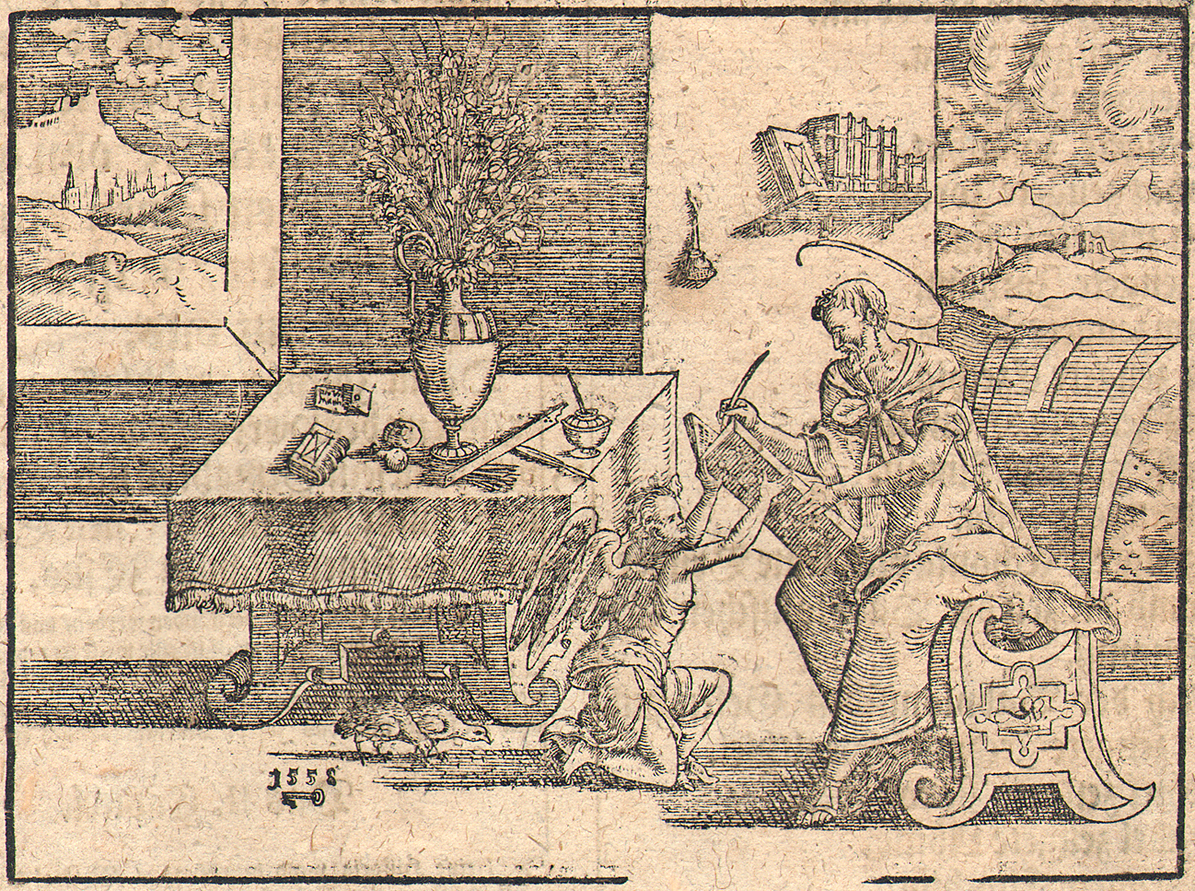
svatý Jan na ostrově Patmos.

V roce 95 za vlády římského císaře Domitiana byl na ostrov vypovězen svatý Jan. Jan byl učedníkem Krista a autorem jednoho z evangelií. Právě na tomto ostrově měl mít vidění, které později zaznamenal v knize Zjevení Janovo (autorství svatého Jana Evangelisty je ovšem již od svých počátků zpochybňováno - především proto, že styl, jazyk a teologie se výrazně liší od Janova evangelia a listů, autor biblického textu je proto nazýván "Jan Teolog" či "Jan z Patmu" a nejedná se o totožnou osobu s evangelistou) v jeskyni Apokalypsy, která se dochovala v nezměněné podobě včetně výstupku, kde sv. Jan spával. U jeskyně byl vybudován klášter Apokalypsy. Tvoří jej tři kaple, z nichž jedna byla vestavěna do jeskyně. V roce 1088 nechal byzantský císař Alexios I. Komnenos na Patmu postavit k poctě sv. Jana mohutný klášter. Klášter se brzy po svém založení stal centrem řeckého učení. Svůj význam si klášter sv. Jana zachoval i za turecké nadvlády. V 15. století byl klášterní komplex opevněn vysokými hradbami a vstup zajišťovala opevněná vstupní brána. Za bránou se nachází arkádové nádvoří ze 17. století. Ve východní části stojí hlavní kostel postavený v roce 1820. Velmi zajímavé jsou dvě postranní kaple. V jedné kapli je sarkofág s ostatky zakladatele a v druhé, jež je zasvěcena panně Marii, byly pod freskami z 18. století objeveny unikátní fresky z 12. století. Dále za kostelem je úzký vnitřní dvůr a vstup do jídelny. Jídelnu zdobí také vzácné fresky. Zajímavá je i klášterní knihovna kde je 900 rukopisů a 13 000 vzácných listin. V sousedství kláštera se rozkládá hlavní městečko ostrova.
Druhým významným klášterem na ostrově je Panagia Kumana, který připomíná zoologicko-botanickou zahradu. V zahradě jsou cizokrajní ptáci a exotické rostliny.

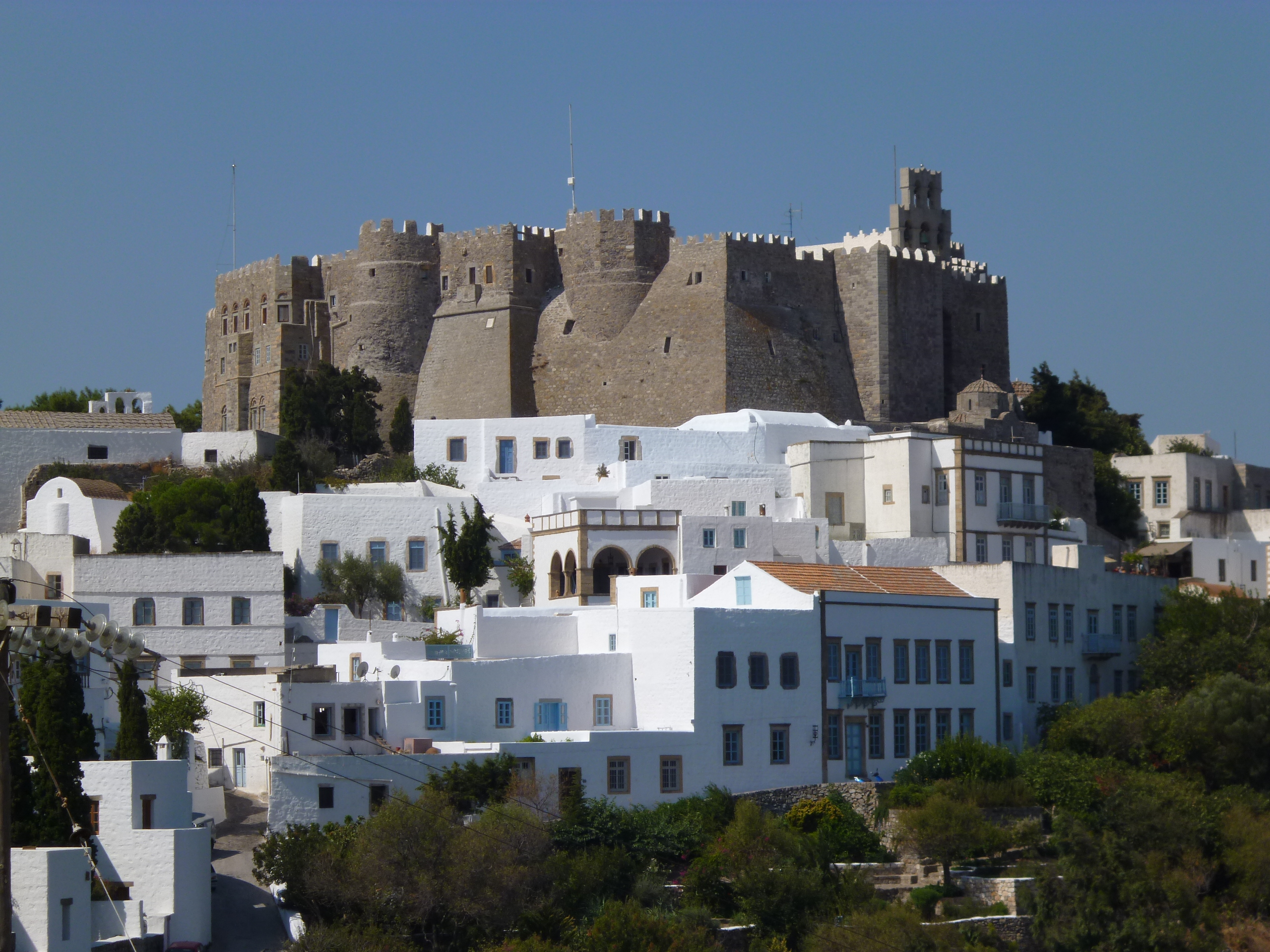
Patmos: chóra a klášter sv. Jana
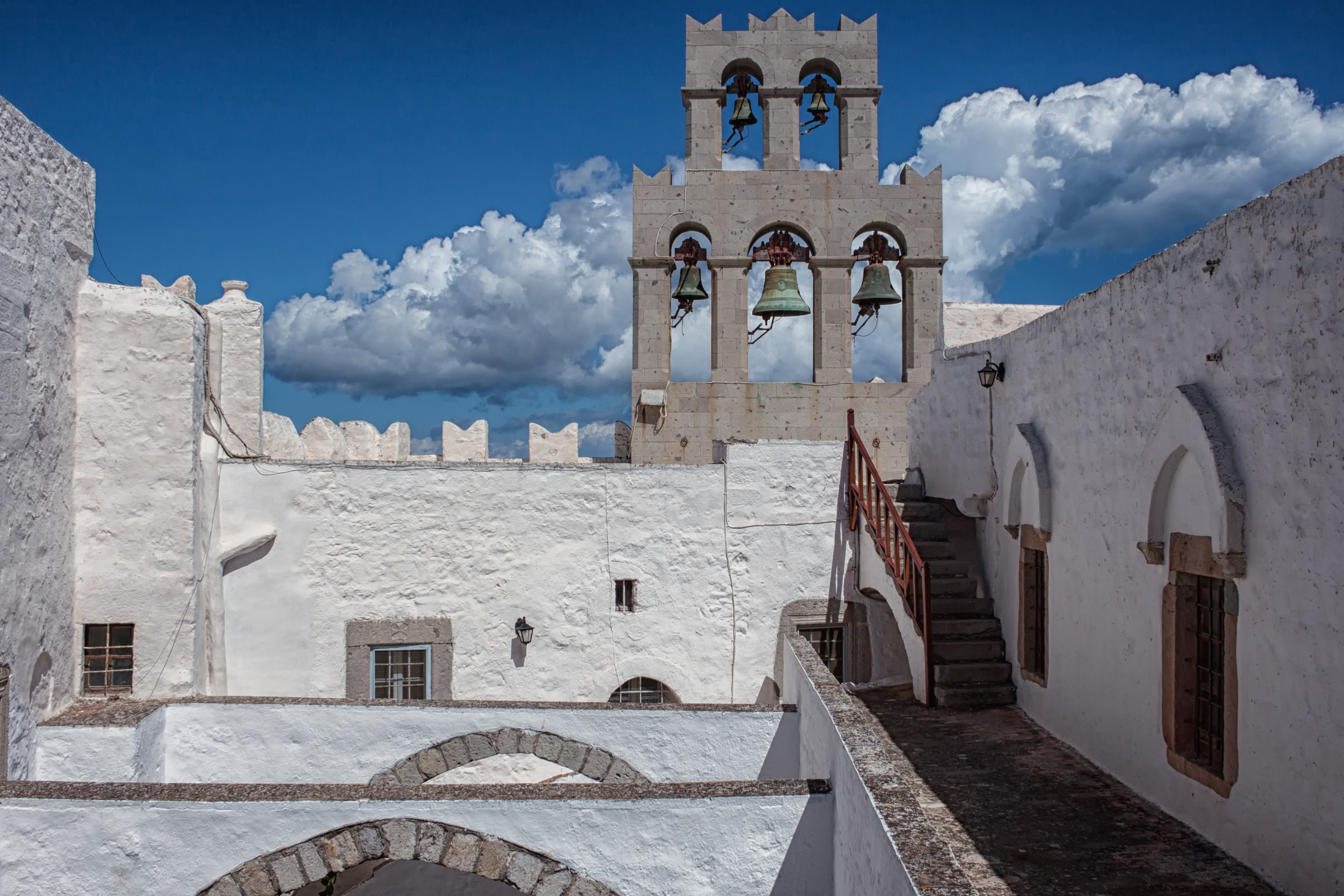
Nádvoří kláštera
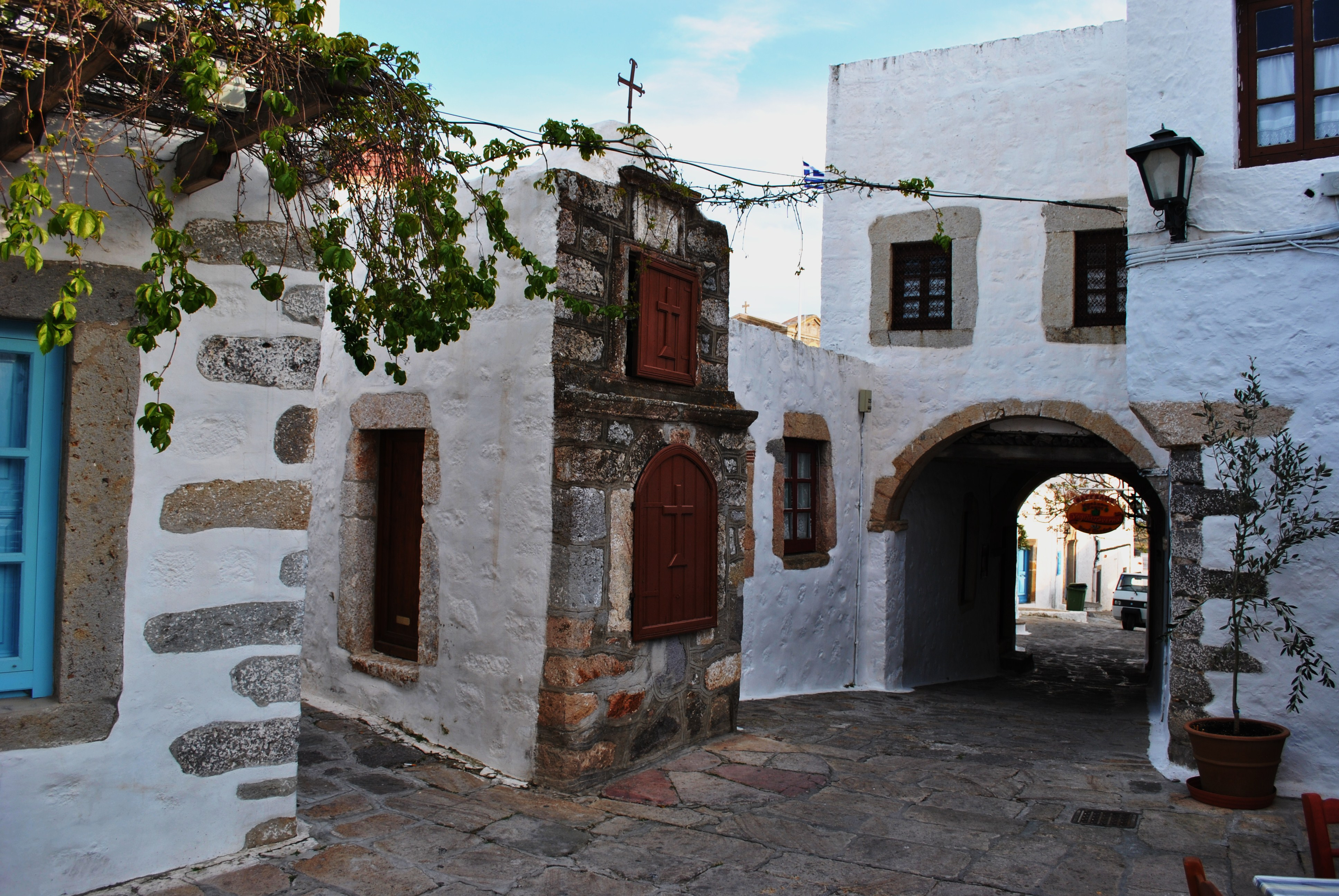
Ulička v obci